# Würzburg (radar)

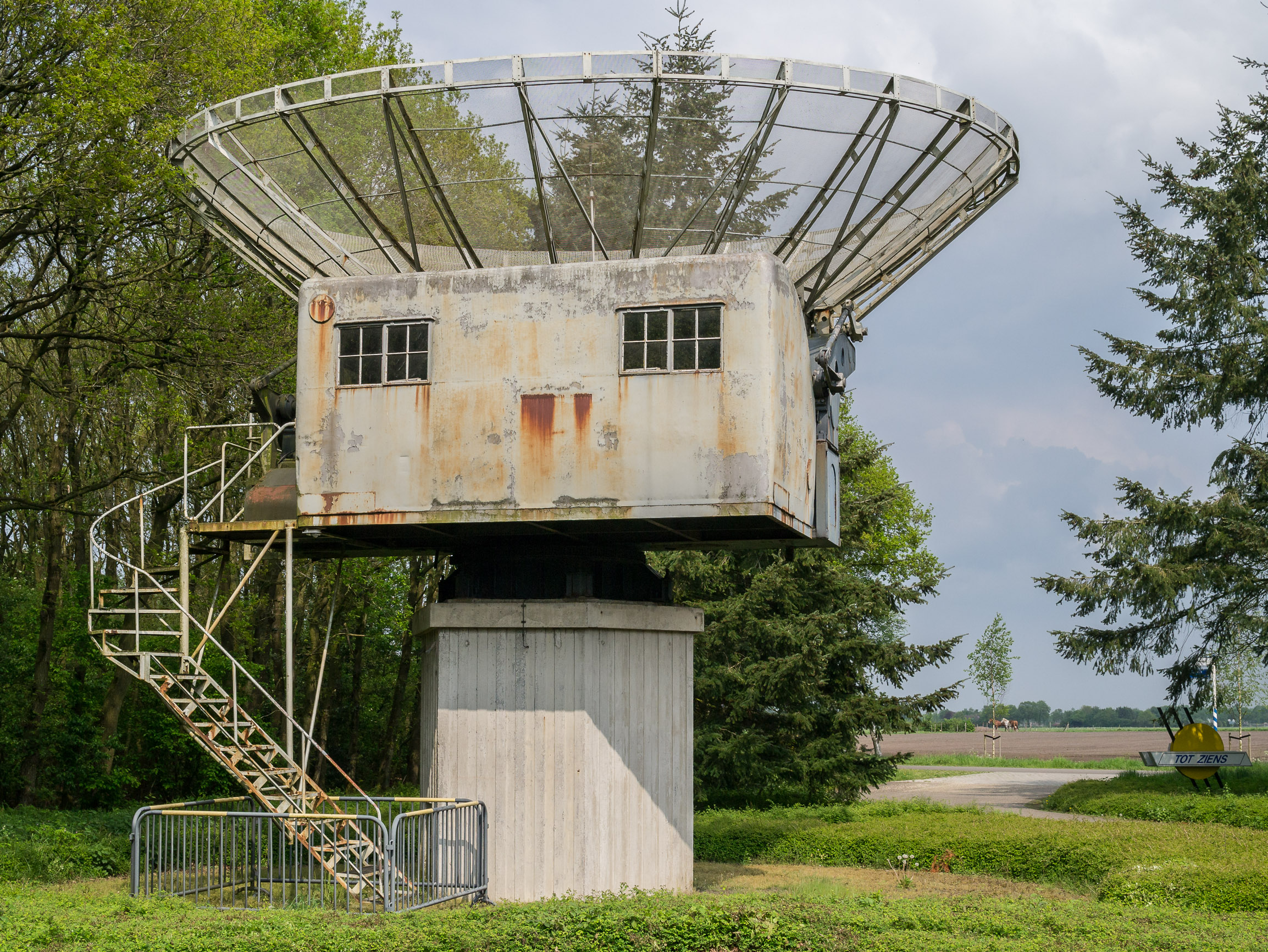
Een Würzburg Riese bij het Planetron in Dwingeloo

Würzburg is een Duits radarsysteem uit de Tweede Wereldoorlog. Dit type radar was geen doelzoekradar maar een doelvolgradar. Dat wil zeggen dat de antenne niet ronddraait, maar een eenmaal gedetecteerd doel continu volgt. Doelvolgradars worden gebruikt om vijandelijke vliegtuigen te volgen zodat jagers ze kunnen onderscheppen of luchtafweergeschut hen kan neerhalen. De Würzburg-radar is ook bekend als FuMG 39 T (Funkmeßgerät, ingevoerd in 1939, producent Telefunken) of FuMG 62 (Luftwaffebenaming). Hij was genoemd naar de Duitse stad Würzburg.

## Achtergrond
De ontwikkeling van het Würzburg-systeem begon al vóór de oorlog, door het Duitse concern Telefunken. In 1939 werd aan de Wehrmacht een systeem gedemonstreerd dat een stuk luchtafweergeschut bestuurde. De demonstratie was succesvol, waarna de Würzburg in productie werd genomen. Het bereik van deze versie was ongeveer 30 kilometer. In 1941 werd een vergrote versie van de Würzburg-radar geïntroduceerd: de Würzburg Riese (reuzen-Würzburg). Deze had een sterkere zender, waardoor het bereik werd uitgebreid tot circa 70 kilometer. Plannen voor een Würzburg Gigant (FuMG 65) werden nooit gerealiseerd.

In totaal zijn meer dan 3.000 stuks van de diverse types Würzburg gebouwd.

## Technisch principe
De Würzburg gebruikte een bestuurbare schotelantenne en werkte op een voor die tijd hoge frequentie van 560 MHz. De Duitsers spendeerden veel tijd aan het ontwerp en ontwikkelden een zeer goede radar die elke mogelijke vorm van frequentieverschuiving vermeed.
Daar de Würzburg-radar een schotelantenne had, was deze slechts gevoelig in één bundel (directief). Hierdoor was de radar niet geschikt als zoekradar, maar wegens zijn grote nauwkeurigheid des te meer als volgradar. De onnauwkeurigheid bij een Würzburg was 30 tot 40 meter. De detectie van vliegtuigen werd dan ook afgehandeld door de Freya-radar, die de richting en afstand bepaalde. Na de detectie gaf de Freya de volgtaak over aan de Würzburg die op zijn beurt de gegevens via een analoge computer (Kommandogerät) doorgaf aan luchtafweergeschut (Flak). Nadelen waren er ook: een Würzburg kon slechts één vijandelijk vliegtuig tegelijk volgen, wat bij een aanval door een heel squadron niet erg effectief was. Bovendien was het bereik beperkt tot circa 30 kilometer.

## Würzburg en de Bruneval-raid
In 1941 onderzochten Britse wetenschappers de Würzburg-radar, maar om het onderzoek af te ronden waren concrete elementen nodig. Op 28 februari 1942 overmeesterde een Britse commando-eenheid een Würzburg type A-radar bij Bruneval en namen de hoofdonderdelen (maar niet de indicatormodule) en de radio-operator mee naar Engeland. Deze actie staat bekend als de Bruneval Raid. Het Duitse leger was geschokt door de actie en ondernam noodmaatregelen voor alle radarsystemen. De zogenaamde Wismar Aktion moest de radarfrequenties variabel maken, daar hun radarsystemen tot dan toe slechts één enkele frequentie gebruikten.

## Radioastronomie
Na de Tweede Wereldoorlog werd een Würzburg-antenne in Radio Kootwijk (later ook in Dwingeloo) gebruikt om de 21cm-lijn van waterstof in de Melkweg te bestuderen.